# Sebastian Hille
Sebastian Hille is een voormalige Duitse aanvaller die tot 2015 actief was. Zijn laatste club was DSC Arminia Bielefeld.

## Carrière
Sebastian Hille speelde in zijn jeugd voor Arminia Bielefeld. Van 2000 tot 2011 trad hij bij vele clubs in de Oberliga Westfalen, 3. Liga en 2. Bundesliga aan, totdat hij in 2011 weer bij Arminia Bielefeld ging spelen. In het seizoen 2011/2012 werd hij met Bielefeld 13de, maar een jaar later scoorde hij op de 37ste speeldag het beslissende doelpunt tegen VfL Osnabrück. Het werd thuis 1:0 en Bielefeld promoveerde na 2 jaar in de 3. Liga weer naar de 2. Bundesliga. In 2014/15 sloot de 35-jarige spits in de laatste wedstrijd van het seizoen (tegen SG Sonnenhof Großaspach zijn carrière af. Dat seizoen kon Bielefeld opnieuw naar de 2. Bundesliga promoveren.
Vanaf het seizoen 2015/2016 zal Hille samen met Carsten Rump van  Arminia Bielefeld II de U19 van Arminia Bielefeld trainen.

## Successen
- Promotie naar de 2. Bundesliga: 2013, 2015
- Kampioen in de 3. Liga: 2015
- Winnaar van de Westfalenpokal: 2012, 2013